# Poule de Hambourg
Pour les articles homonymes, voir Hambourg (homonymie).
Pour l’article ayant un titre homophone, voir Embourg.
La poule de Hambourg est une race de poule domestique originaire des Pays-Bas, la ville de Hambourg en Allemagne n'ayant été que le port de transit de l'animal lors de son introduction en Angleterre. C'est une race de volaille plutôt rare. Elle est reconnue parmi les 108 races de poule du British Poultry Standard.

## Description

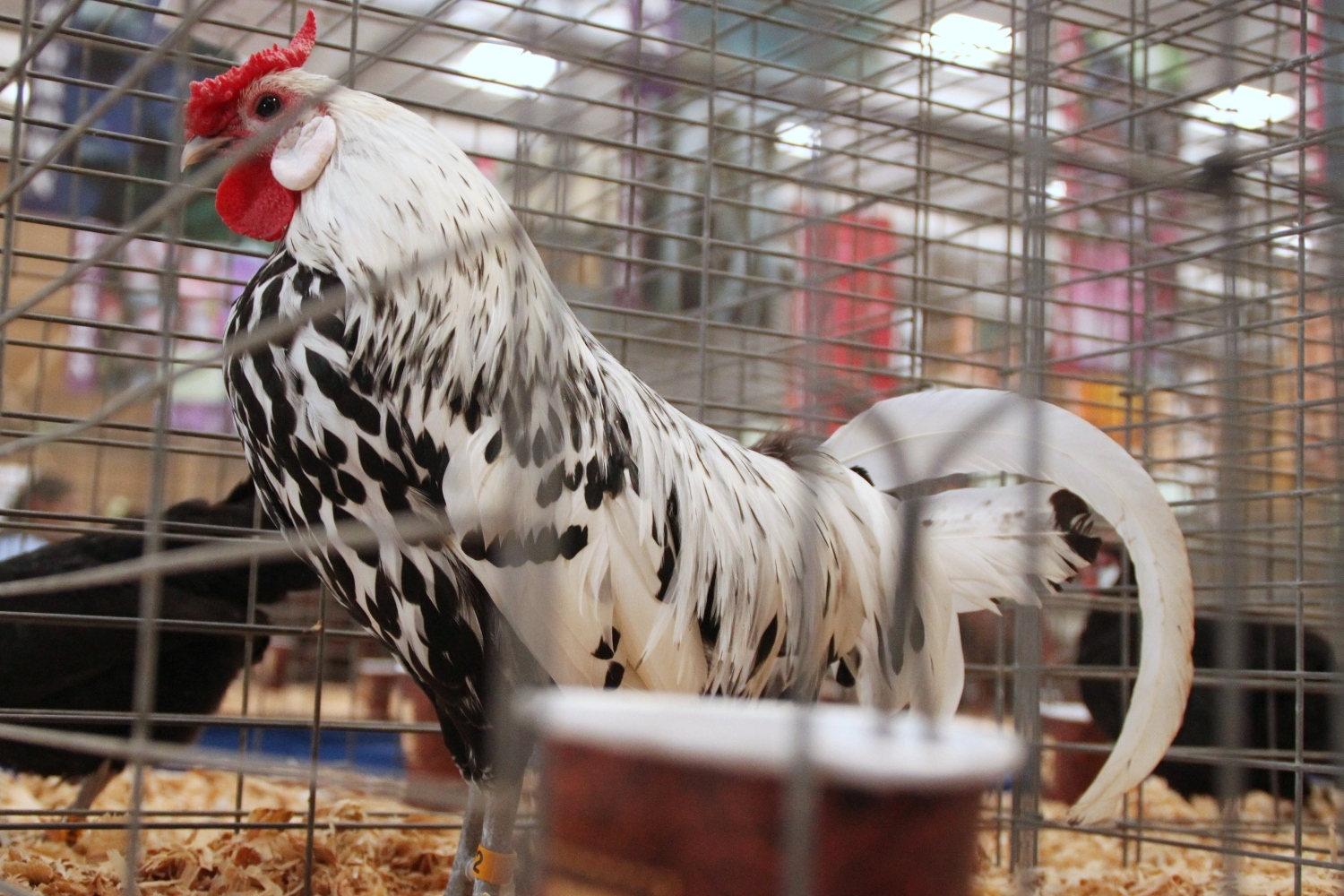
Coq hambourg argenté nain

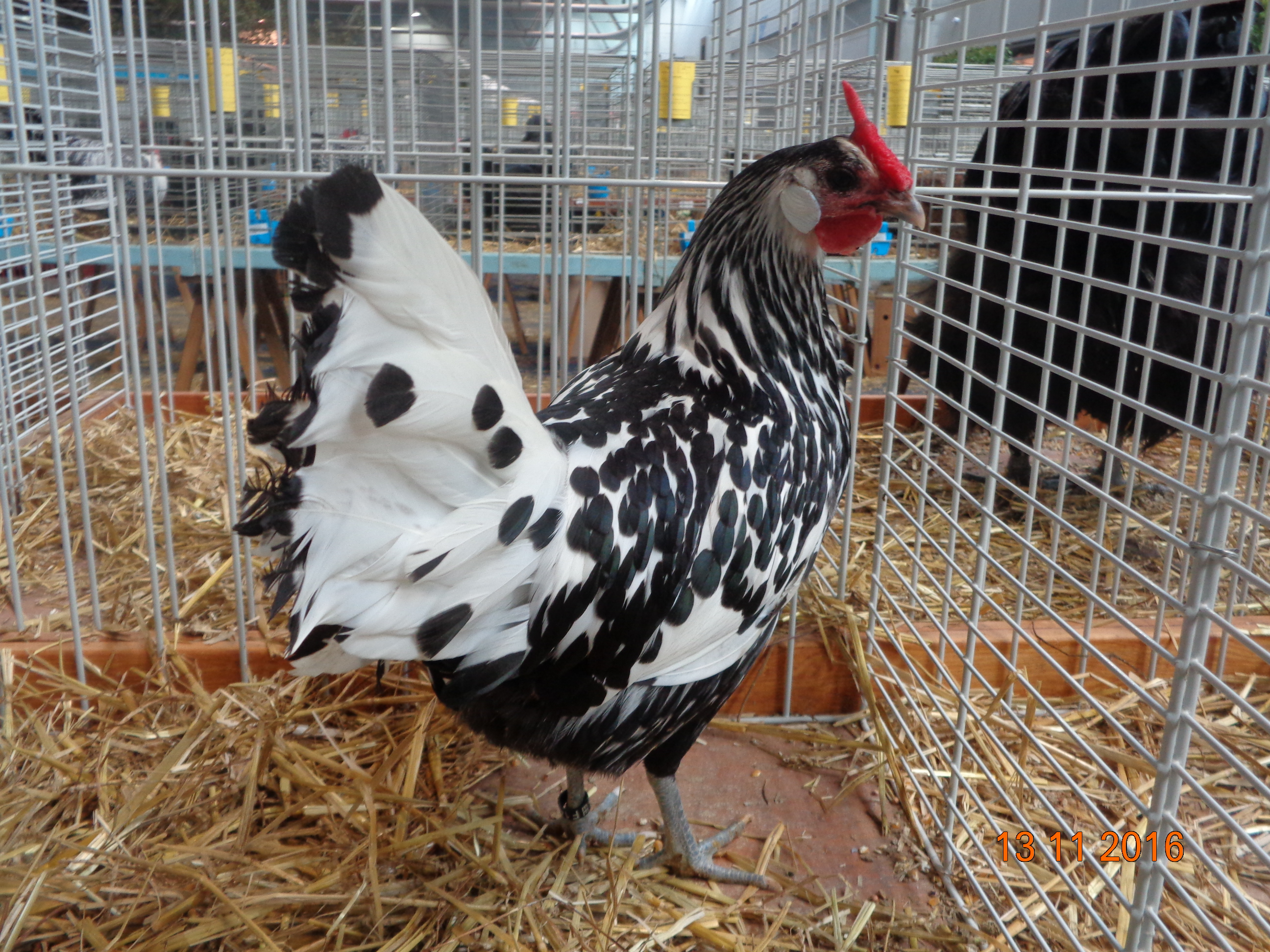
Hambourg argenté pailleté noir (grande race)

C'est une volaille élégante et fine comme  un faisan; cylindre accentué par un long et très abondant plumage; port de hauteur moyenne; aptitude fière; grande vivacité. Cette race est agressive envers les autres animaux de basse-cour. 

### Origine
Elle a été sélectionnée à partir des poules pailletées des bords de la mer du Nord, connues sous le nom de « poules qui pondent tous les jours ».
La naine est originaire d'Angleterre et des Pays-Bas.

### Standard
- Crête : perlée.
- Oreillons : blancs.
- Couleur des yeux : foncé à brun rouge; chez la variété de coloris argenté pailleté noir, iris  brun foncé.
- Couleur de la peau : blanche.
- Couleur des tarses : bleu ardoise chez la variété noire. Pour la variété bleue, couleur foncée admise.
- Variétés de plumage : argenté pailleté noir, doré pailleté noir, doré barré crayonné noir, argenté barré crayonné noir, citronné barré crayonné noir, noir, blanc, bleu, doré barré crayonné blanc, doré barré crayonné bleu, coucou. (dans les variétés doré crayonné noir et argenté crayonné noir, les coqs sont admis avec plumage féminin).

Grande race :
- Masse idéale (pour les variétés noire et argenté pailleté) : Coq : 2 à 2,5 kg ; Poule : 1,5 à 2 kg.
- Masse idéale (pour les autres variétés) : Coq : 1,5 à 2 kg ; Poule : 1 à 2 kg.
- Œufs à couver : pour les coloris noir et argenté pailleté noir, min. 55g, pour les autres variétés min. 50 g. coquille blanche.
- Diamètre des bagues : Coq : 16 mm ; Poule : 14 mm.

Naine :
- Masse idéale : Coq : 1000 g ; Poule : 800 g
- Œufs à couver : min. 35g, coquille blanche.

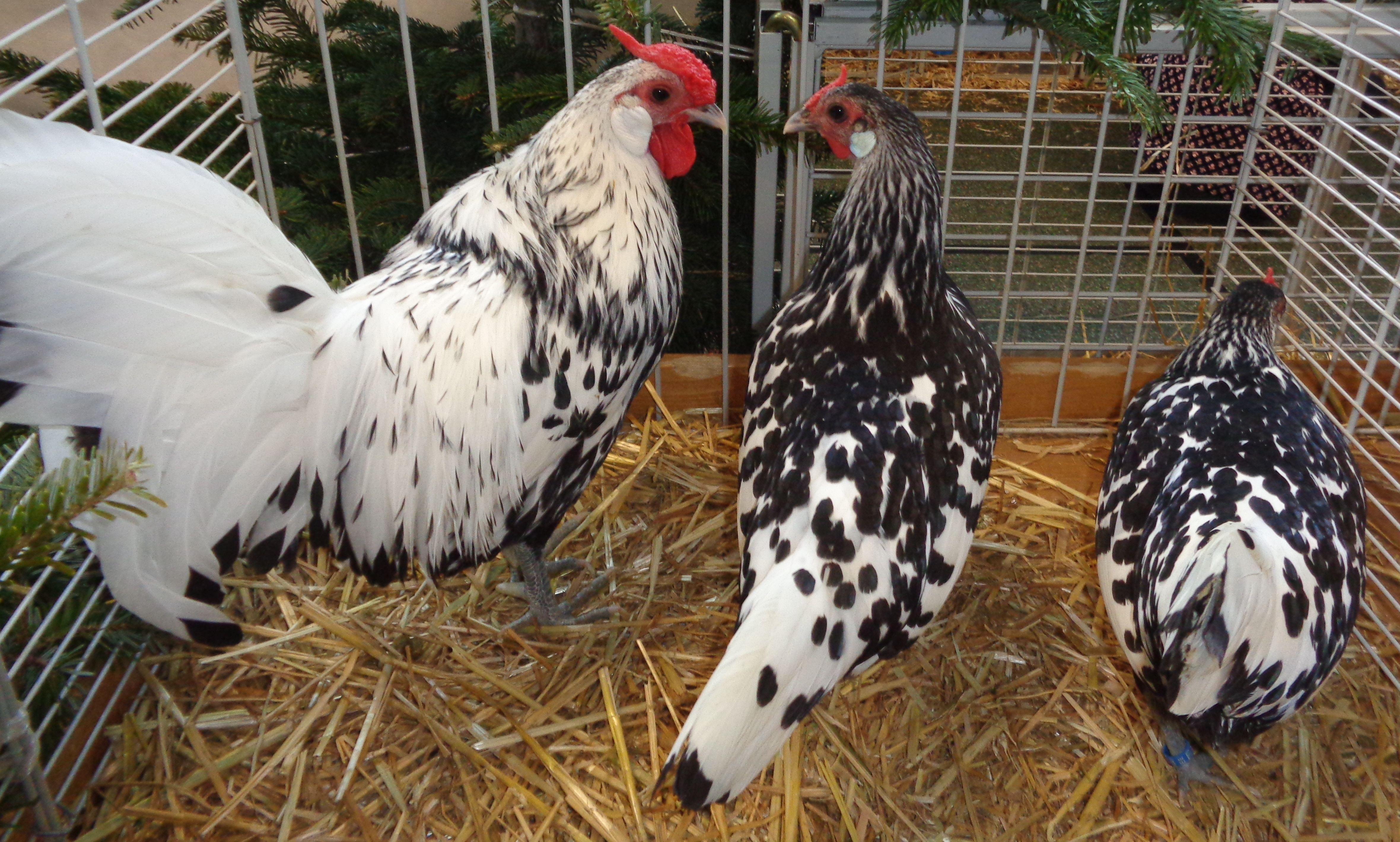
Diamètre des bagues : Coq : 12 mm ; Poule : 10 mm.  - Trio de Hambourg naine argenté pailleté noir
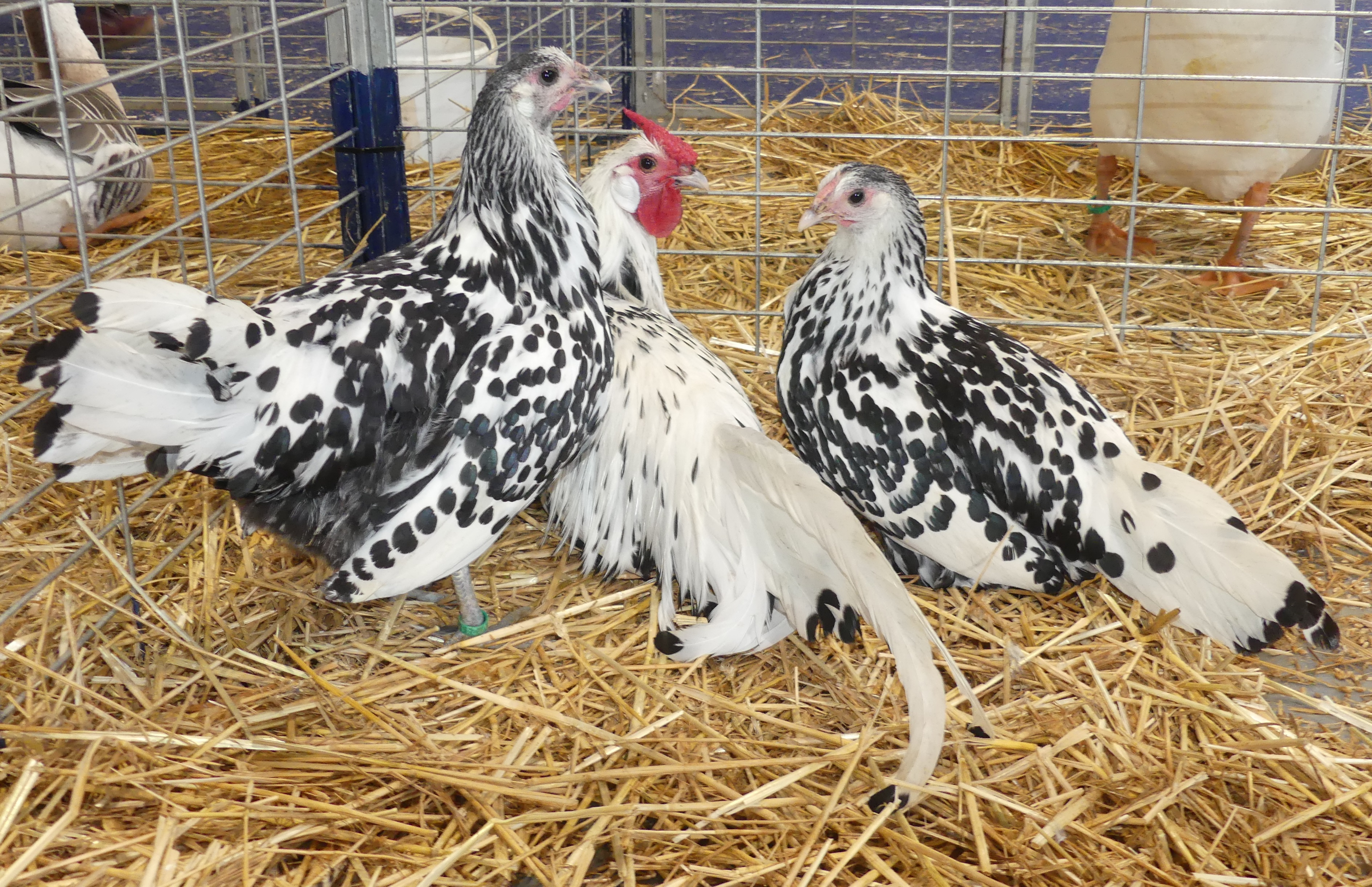
Trio de Hambourg argenté pailleté noir grande race
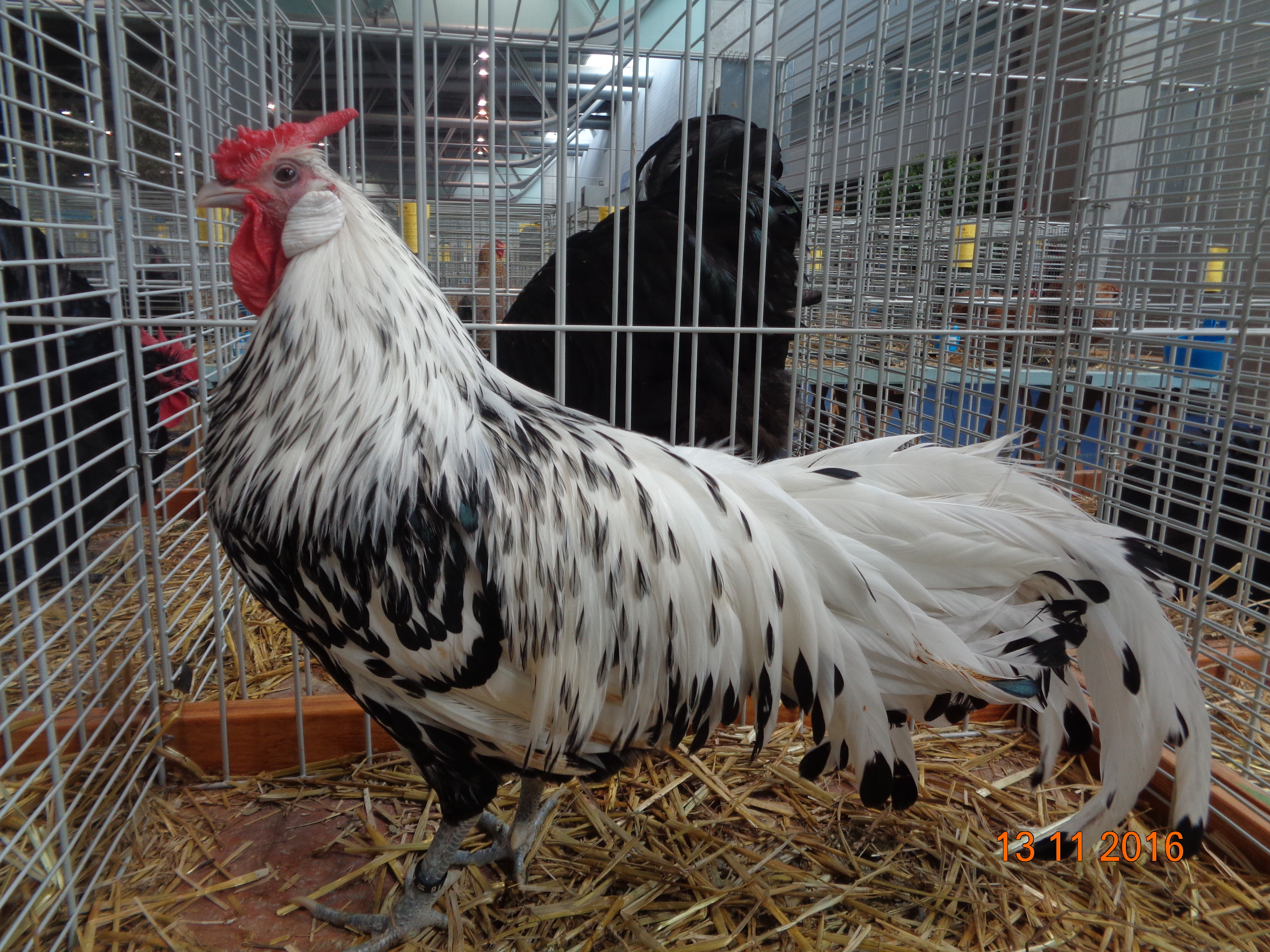
Coq Hambourg argenté pailleté noir (grande race)
  - Trio de Hambourg argenté pailleté noir grande race
  - Coq Hambourg argenté pailleté noir (grande race)

## Sources
- Le Standard officiel des volailles (poules, oies, dindons, canards et pintades), édité par la SCAF.